# وایتفلد
وایتفلد (به آلمانی: Weitefeld) یک شهر در آلمان است که در راینلاند-فالتس واقع شده‌است.

## خصوصیات
وایتفلد ۲٬۴۳۷ نفر جمعیت دارد.